# Skotská národní knihovna

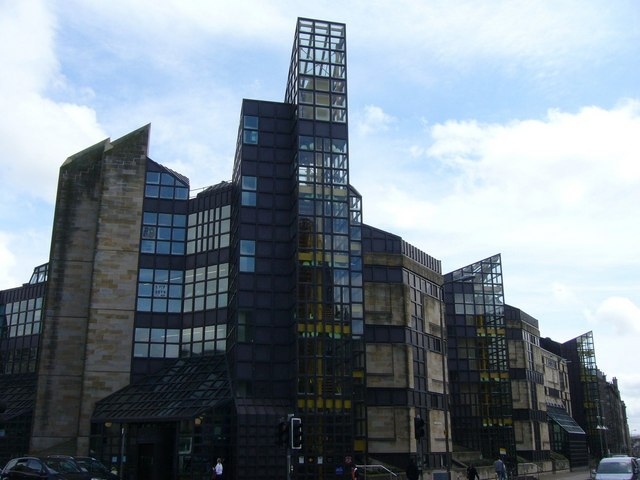
„Nová“ budova knihovny na Causewayside - otevřená v etapách v letech 1989 a 1995

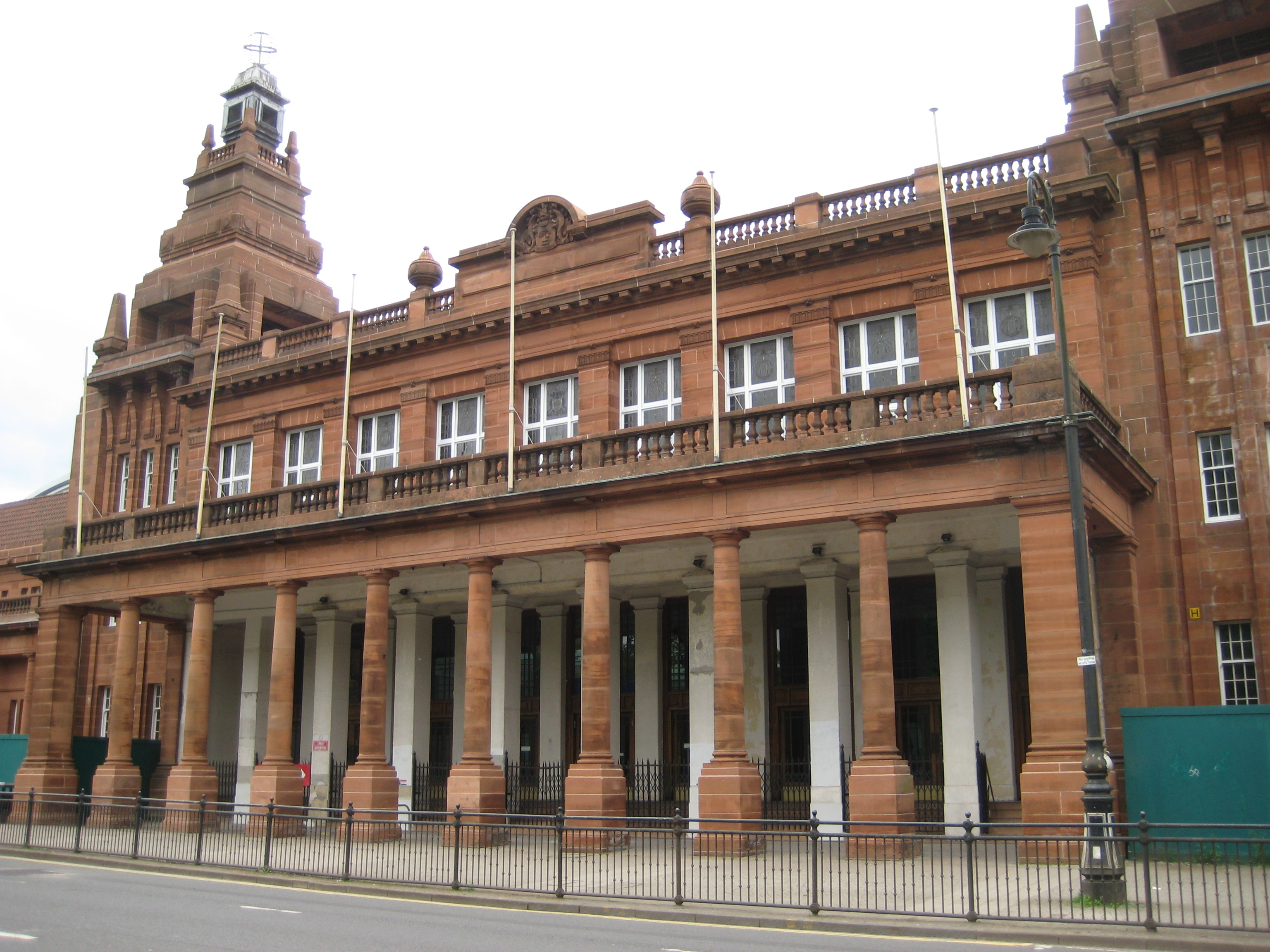
Výstaviště Kelvin Hall v Glasgow - knihovna zde má prostory od roku 2016

Skotská národní knihovna (anglicky National Library of Scotland, skotskou gaelštinou Leabharlann Nàiseanta na h-Alba, skotsky Naitional Leebrar o Scotland) je knihovna s budovami v Edinburghu a Glasgow, poskytující materiály k prezenčnímu studiu. Od roku 1999 zodpovídá Skotskému parlamentu a je financována skotskou vládou. Je jednou z pěti institucí tvořících Národní skotské sbírky a jednou ze šesti knihoven na území Spojeného království a Irské republiky s právem povinného výtisku publikací vydaných ve Spojeném království.
Knihovna má ve svých fondech řadu vzácných knih, například jeden z 21 dochovaných úplných exemplářů Gutenbergovy bible, první tištěné knihy na světě. Početné jsou také sbírky knih skotských autorů, týkajících se Skotska, ve Skotsku vydaných, nebo publikovaných ve skotské gaelštině. Knihovna vlastní například Ossianovu sbírku obsahující 327 exemplářů Ossianových zpěvů v různých vydáních a překladech; druhou nejstarší knihu vydanou ve skotské gaelštině, Adtimchiol an chreidimh comhaghalluidhedar an maighiser, agas an leanamh (Ženevský katechismus Jana Kalvína) z roku 1631; nebo A Galick and English Vocabulary (Gaelský a anglický slovník) z roku 1741, nejstarší knihu ve skotské gaelštině s jinou než náboženskou tematikou.

## Budovy a sbírky knihovny
Knihovna sestává ze tří budov, dvou v Edinburghu, které byly pro knihovnu postavené, a jedné v Glasgow, do níž se knihovna rozšířila.
- Budova na ulici George IV Bridge (George IV Bridge Building) je nejstarší budova knihovny. Knihy, rukopisy, časopisy, mikrofilmy či hudební materiály jsou zde čtenářům přístupné pouze prezenčně v několika studovnách. Prostory jsou využívané také k trvalým i krátkodobým výstavám.[8] Nevládní veřejná organizace Historic Environment Scotland budovu zařadila do kategorie A. Součástí Národních skotských sbírek tak nejsou pouze knihy, rukopisy a další materiály uchovávané uvnitř, ale i samotná budova knihovny.[9]
- Studovna map v budově na rohu Causewayside a Salisbury Place (Causewayside Building) nabízí k prezenčnímu studiu přes 2 miliony tištěných i kreslených map, atlasů a dalších materiálů. Dále je zde možný přístup do digitálních sbírek či pořizování kopií map.[10]
- Archiv pohyblivých obrázků (Moving Image Archive) (součást knihovny od roku 2007[11], přístupný v Kelvin Hall v Glasgow od roku 2016) umožňuje studium filmů a televizních záznamů, nahrávek, fotografií, scénářů a dalších materiálů týkajících se vizuálních médií. Některé jsou přístupné v digitální podobě a jiné ve fyzických archivech.[12]

## Historie
Předchůdkyní Skotské národní knihovny byla knihovna skotské advokátní komory (Faculty of Advoctes) oficiálně otevřená v roce 1689. Copyright Act 1710, první zákon v Británii i na světe plně se věnující autorskému právu v rámci státní moci a ne práv cechů, dal knihovně právo na povinný výtisk všech publikací vycházejících v Británii.
Rozrůstající se sbírky narazily na fyzické limity původní budovy a jejich správa pro soukromý subjekt již nebyla udržitelná. V únoru 1921 Advokátní komora odsouhlasila průběžnou zprávu k plánu přeměny knihovny na Skotskou národní knihovnu pod správou britského státu. Skotský podnikatel Sir Alexander Grant v roce 1923 učinil dar ve výši 100 000 liber, který měl pomoci s transformací knihovny. Britský parlament Skotskou národní knihovnu oficiálně ustanovil v roce 1925 (National Library of Scotland Act). Alexander Grant přispěl dalších 100 000 liber na výstavbu nové budovy knihovny na George IV Bridge v historickém centru Edinburghu a britská vláda poskytla finance ve stejné výši.
Stavba započala v roce 1938, ale byla přerušena vypuknutím druhé světové války a dokončena až v roce 1956. Již v sedmdesátých letech budovu potkal stejný osud jako původní prostory skotské advokátní komory, a začalo se uvažovat o stavbě další budovy. Budova na Causewayside byla otevřena ve dvou etapách v letech 1989 a 1995. Slouží nejen ke zpřístupnění map, atlasů a příbuzných zdrojů, ale také jako další sklad pro knihovní sbírky.
Starší právo na povinný výtisk bylo dále upraveno zákonem Legal Deposit Libraries Act 2003, který se mimo jiné věnoval také právu na netištěná díla. Knihovna jím získala právo žádat o elektronické publikace, což pro ni znamenalo dosud bezprecedentní rychlost rozšiřování fondů a nutnost vybudovat novou fyzickou i digitální infrastrukturu k uchovávání a zpřístupňování elektronických zdrojů. Toto právo bylo dále upraveno prováděcím předpisem The Legal Deposit Libraries (Non-Print Works) Regulations 2013. 
Status Skotské národní knihovny byl dále upraven zákonem National Library of Scotland Act 2012, který již odhlasoval skotský parlament. Mimo jiné uzákonil anglický název knihovny v dnešní podobě a oficiální název ve skotské gaelštině.
V roce 2016 knihovna získala první prostory mimo Edinburgh. Společně s charitativní organizací Glasgow Life a Glasgowskou univerzitou v budově Kelvin Hall v Glasgow otevřela nové kulturní centrum.
V roce 2013 se knihovna stala první skotskou institucí, která najala wikipedistu rezidenta, zaměstnance, jehož úkolem je za pomoci zdrojů knihovny rozšiřovat Wikipedii. V roce 2017 potom první institucí na světe, která najala wikipedistu rezidenta pracujícího ve skotské gaelštině.